# Eriksgatan, Helsingfors

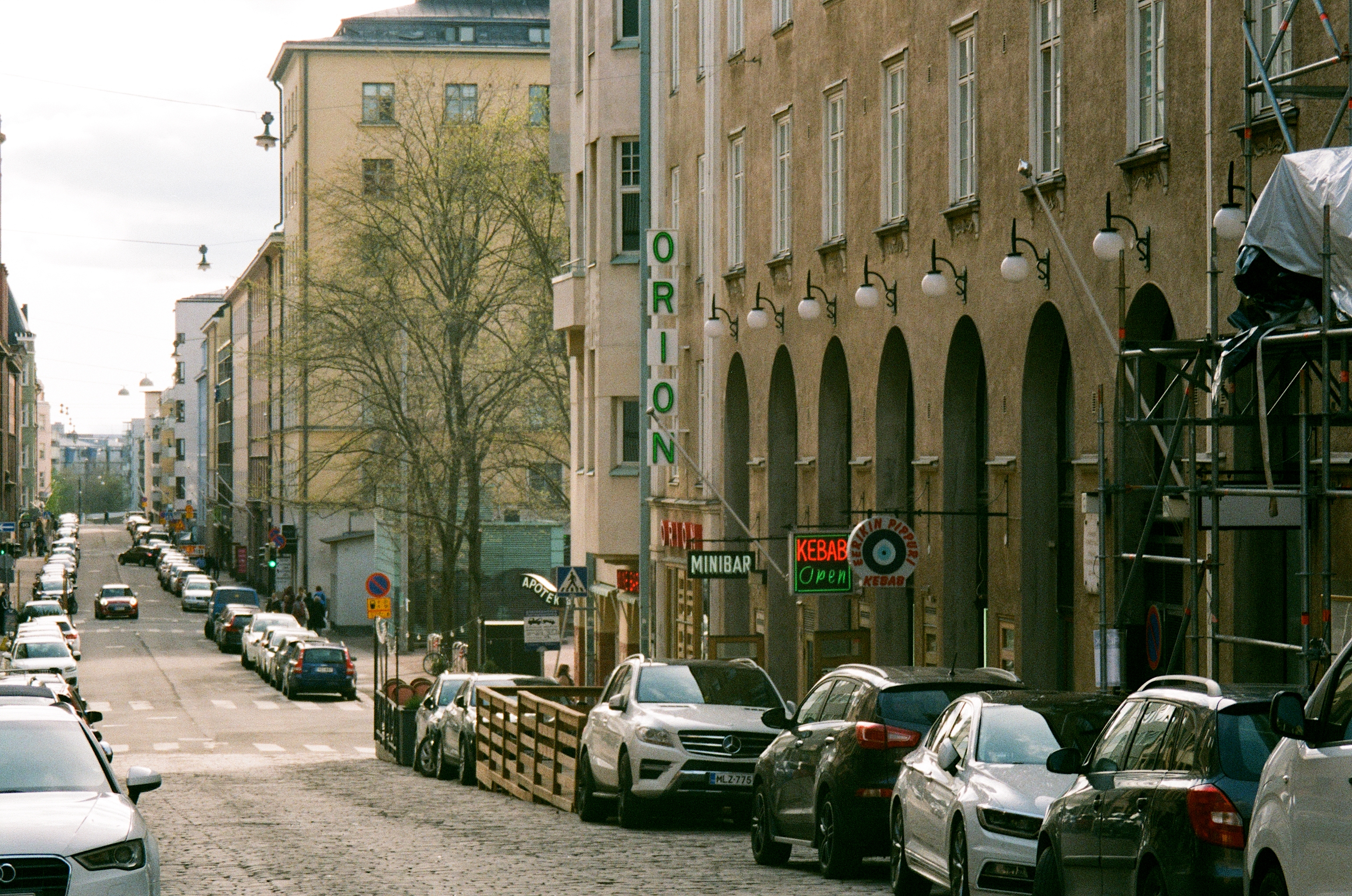
Eriksgatan vid biografen Orion, fotograferad mot sydväst.

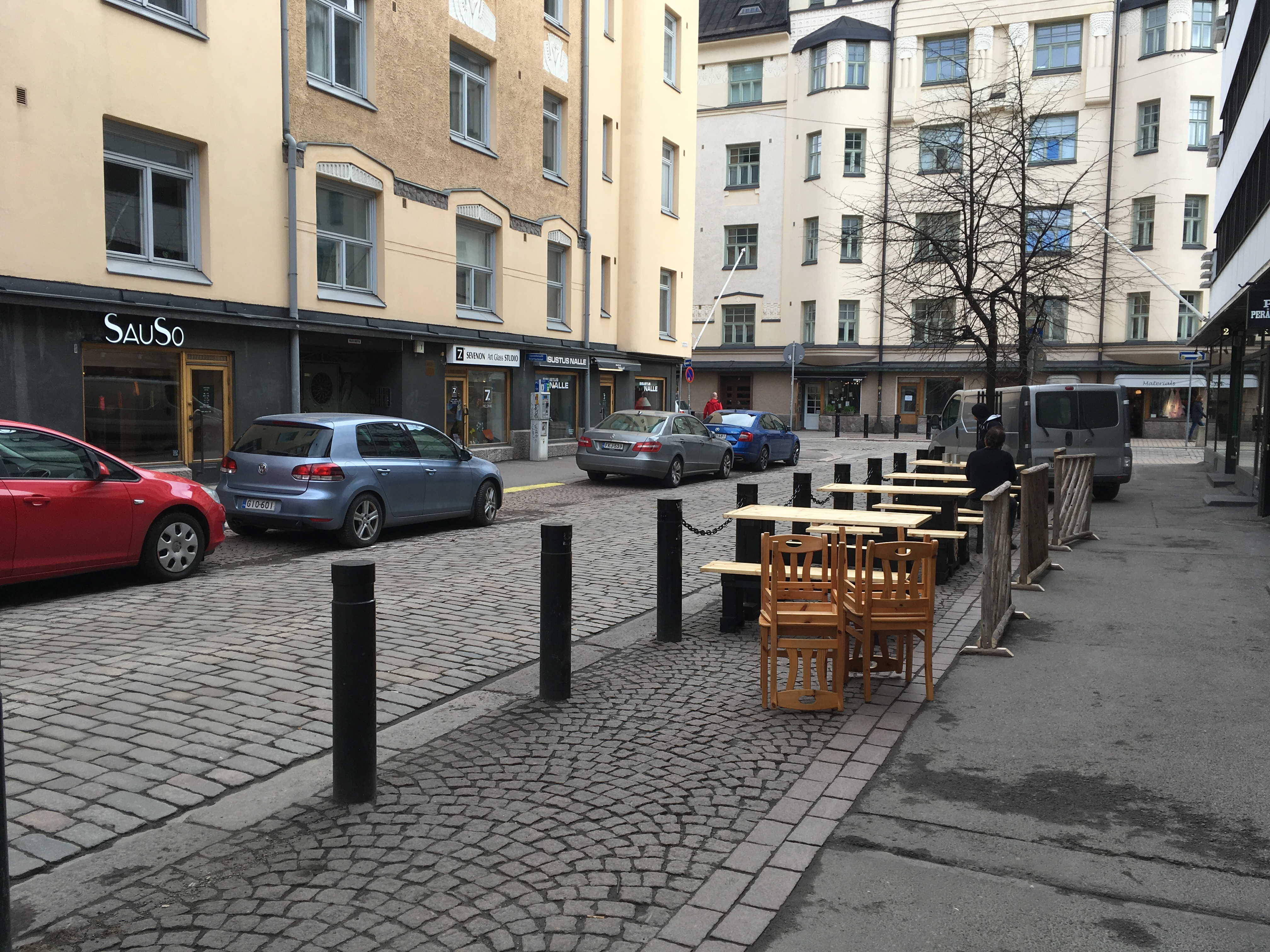
Eriksgatans början, fotograferad mot nordost, Georgsgatan i bakgrunden.

Eriksgatan (finska: Eerikinkatu) är en kilometerlång gata som går från nordost till sydväst genom stadsdelen Kampen i Helsingfors. Den börjar västerom hotell Torni som tvärgata till Georgsgatan. Vid hörnet av Repslagaregatan i Sandviken är gatan spärrad för motorfordon och gatans sista kvarter är en lättrafikled. Eriksgatan slutar som tvärgata till Gräsviksstranden. Därifrån fortsätter dock den lätta trafikleden över Grässtranden och spårvagnsspåren och sedan under viadukten Västra länken på Mechelinsgatan till Gräsviken.
Ursprungligen var gatan bebyggd med trähus men dessa har successivt sedan 1800-talets slut ersatts med många stora stenbyggnader. Gatan har varit känd för många restauranger (t.ex. Safari Club på 1970-talet, Helmi på 1990-talet, Corona bar & biljard (flyttade till Maskinverkstaden 2019), Eerikin Pippuri och Kannas, som har funnits sedan 1939), biografen Orion och apoteket Svanen vid Lappviksskvären (1912–2018). Gatans andra park är Repslagarskvären i Sandviken.
Eriksgatan tros ha fått sitt namn efter antingen greve Carl Erik Mannerheim (1759–1837) eller repslagarmästaren Erik Röö (1780–1866) som var stadsäldste och politieborgmästare.

## Tvärgator från öst till väst
- Georgsgatan
- Annegatan
- Fredriksgatan
- Lappviksgatan
- Albertsgatan
- Abrahamsgatan
- Sandviksgatan
- Repslagaregatan
- Gräsviksstranden